# Der geheime Schlüssel zum Universum
Der geheime Schlüssel zum Universum ist ein Kinderbuch, das Stephen Hawking und seine Tochter Lucy Hawking gemeinsam schrieben und das 2007 unter dem Originaltitel George’s Secret Key to the Universe erschienen ist. Es wurde von Irene Rumler noch im selben Jahr ins Deutsche übersetzt. Quint Buchholz hat das Umschlagsmotiv und vier Illustrationen gestaltet. Das Buch behandelt Phänomene des Sonnensystems und des Universums. Die Fortsetzung ist Die unglaubliche Reise ins Universum.

## Handlung
Ein Junge namens George trifft seine neuen Nachbarn Annie und ihren Vater, den Wissenschaftler Eric Bellis, die ihm beibringen, wie er die Erde vom Weltall aus betrachten kann. Erics leistungsfähiger Computer namens Cosmos ermöglicht dies, indem er Türen in den Weltraum projiziert. Die beiden Kinder können so durch das All reisen. Erics alter Feind Graham Reeper möchte den Computer Cosmos an sich bringen und gefährdet dadurch George, Eric und Annie. Durch eine List gelingt es ihm fast, Eric für immer in ein Schwarzes Loch zu befördern.

## Rezensionen
- Helmut Hornung lobt in seiner Buchbesprechung in der Süddeutschen Zeitung, dass das Buch „zu fesseln“  vermag und dem Leser eine „Fülle an Wissen“ nahebringt.[2]
- Christoph Drösser bewertet in der Wochenzeitschrift Die Zeit positiv, dass „der Leser auf unterhaltsame Weise eine Menge über das Sonnensystem und das Universum lernt“ und „auf dem aktuellen Stand der Planetenforschung“ ist.[1]

## Auszeichnungen
Das Buch wurde im Oktober 2007 von der Deutschen Akademie für Kinder- und Jugendliteratur als Jugendbuch des Monats ausgewählt. Von der Arbeitsgemeinschaft Jugendliteratur und Medien der GEW wurde es im Januar 2008 mit dem Preis LesePeter Kinderbuch ausgezeichnet.